# 부스케루주

부스케루주의 위치

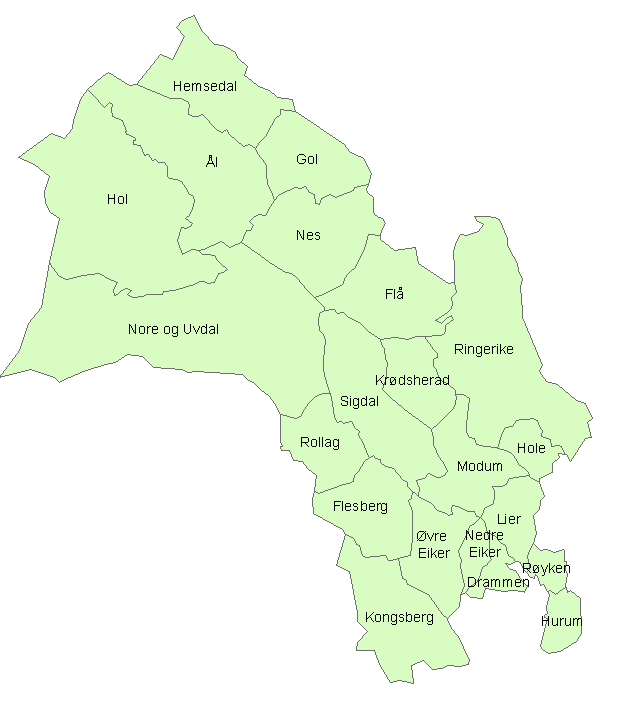
부스케루주의 지방 자치체

부스케루주(노르웨이어: Buskerud fylke 뷔스케뤼 퓔케[*])는 노르웨이 남부에 위치한 주이다. 주도는 드람멘이며 면적은 14,908km2, 인구는 271,252명(2014년 기준), 인구 밀도는 18명/km2이다. 북쪽으로는 오플란주, 동쪽으로는 오슬로와 아케르스후스주, 남쪽으로는 베스트폴주와 텔레마르크주, 서쪽으로는 호르달란주, 북서쪽으로는 송노피오라네주와 접한다. 21개 지방 자치체를 관할한다.
2020년 1월 1일부로 외스트폴주, 아케르스후스주와 통폐합되어 비켄주가 신설되면서 폐지되었으나, 2024년 1월 1일부로 비켄주가 다시 폐지되면서 4년 만에 복원되어 재출범하였다.

부스케루주의 문장

## 인구
| 연도                       | 인구    | ±%     |
| -------------------------- | ------- | ------ |
| 1951                       | 156,220 | —      |
| 1961                       | 168,351 | +7.8%  |
| 1971                       | 198,852 | +18.1% |
| 1981                       | 214,571 | +7.9%  |
| 1991                       | 225,261 | +5.0%  |
| 2001                       | 238,833 | +6.0%  |
| 2011                       | 261,110 | +9.3%  |
| 2021?                      | 300,142 | +14.9% |
| 2031?                      | 332,808 | +10.9% |
| Source: Statistics Norway. |         |        |